# Yponomeuta orbimaculella
Yponomeuta orbimaculella is een vlinder uit de familie van de stippelmotten (Yponomeutidae). De wetenschappelijke naam van de soort werd in 1872 gepubliceerd door Chambers.